# Muezerskij rajon
Il Muezerskij rajon (in russo Муезерский район?) è un rajon della Repubblica di Carelia, nella Russia europea. Istituito nel 1966, il suo capoluogo è Muezerskij.